# Asperula insignis
Asperula insignis är en måreväxtart som först beskrevs av Wilhelm Vatke, och fick sitt nu gällande namn av Friedrich Ehrendorfer. Asperula insignis ingår i släktet färgmåror, och familjen måreväxter. Inga underarter finns listade i Catalogue of Life.